# Alenatea touxie
Alenatea touxie är en spindelart som beskrevs av Song och Zhu 1999. Alenatea touxie ingår i släktet Alenatea och familjen hjulspindlar. Inga underarter finns listade i Catalogue of Life.